# Otto'P'Notri
Otto'P'Notri è stato un gruppo musicale italiano, nato a Firenze, attivo dal 1991 al 2003.

## Storia del gruppo

### Gli esordi fino alla pubblicazione diSecondo la legge del caso
Gli Otto'P'Notri nascono ufficialmente con questo nome nel 1991, in seguito ad oltre un anno di sperimentazioni musicali nell'ombra, dopo che al progetto originario dell'allora batterista Marco Parente e del chitarrista Massimo Fantoni si erano aggiunti il cantante David Bindi, il bassista Claudio Mangionello, il trombettista Stefano Baldacci (rimasto nel gruppo soltanto pochi mesi), e il sassofonista e tastierista Massimo Orlandini, quasi subito sostituito dal tastierista e pianista Fabrizio Orrigo. Marco Parente, uscito dalla band prima della pubblicazione del primo album effettivo, viene sostituito alla batteria da Walter Paoli e successivamente da Umberto Bartolini Nel 1997 gli Otto'P'Notri con la formazione Fantoni, Bindi, Orrigo, Mangionello e Bartolini firmano un contratto con l'etichetta fiorentina Cockney Music di Massimo Martini, nipote dello stilista pratese Enrico Coveri che aveva una distribuzione Sony e che accoglieva nel roster artisti come Bandabardò, De Glaen, Malfunk, questi ultimi, pubblicano l'album "La Hermosa" subito dopo quello degli Otto'p'notri. Il primo album della band esce nel 1999 con il titolo Secondo la legge del caso da cui vengono estratti due singoli, Nave di Speranza, pubblicato nel 1998 e Igiene Fotografica, per il quale fu girato un videoclip. Secondo la legge del caso, viene presentato nel luglio del 1999 all'anfiteatro delle cascine di Firenze, tra un prestigioso cartellone che includeva gli Incognito ed Emir Kusturica con i suoi No Smoking.

### Senza Pelleil secondo album e i concerti con Paolo Benvegnù
La band, sotto il profilo delle pubblicazioni, rimane ferma fino al 2001, per i problemi economici interni della Cockney Music, ottenendo una liberatoria proprio quell'anno durante la lavorazione del secondo disco, che sarà pubblicato l'anno successivo, nel 2002, con il titolo di Senza Pelle dalla Stoutmusic di Alessandro Forniti, subito dopo la prestigiosa inclusione della title track (Senza pelle) nella compilation di Rockol The Music Scout. Senza Pelle viene prodotto da Paolo Benvegnù che prima ancora di avviare la sua carriera solista, dopo l'esperienza Scisma, condivide il palco con gli Otto'P'Notri per una serie di concerti tra cui uno alla casa 139 di Milano, alcuni di loro (Fantoni e Orrigo) contribuiranno alla realizzazione di Piccoli fragilissimi film, il primo album del cantautore milanese pubblicato sempre da Stoutmusic. Benvegnù registrerà una cover di Un uomo che affonda, brano contenuto in Senza Pelle, senza mai pubblicarla ufficialmente. Senza Pelle, come il precedente Secondo la legge del caso, riceve molte recensioni positive dalla stampa specializzata, il rock degli Otto'P'Notri viene definito come art rock debitore di esperienze tra le più cerebrali della scena angloamericana. Dopo la pubblicazione di Senza Pelle e i concerti del tour gli Otto'P'Notri si sciolgono, congedandosi dal pubblico e dalle scene il 21 settembre 2003, in un ultimo concerto al Teatro Comunale di Stia (AR) che ha visto sul palco insieme a loro l'antico batterista Marco Parente, stavolta in veste di cantante ospite.
Il 22 febbraio 2025, in occasione di una serata dedicata a Massimo Fantoni, in cui lo stesso chitarrista suona con vari musicisti che hanno fatto parte significativamente della sua storia artistica, gli Otto'P'Notri sono nuovamente su un palco casentinese, quello dell'auditorium Berretta Rossa di Soci (AR), con la formazione storica quasi al completo: Massimo Fantoni, David Bindi, Fabrizio Orrigo e Umberto "Rumble" Bartolini, affiancati da Daisy Knife al basso elettrico e da Francesco Tomei al contrabbasso.

## Produzioni

### Discografia

#### Album
- 1999 - Secondo la legge del caso (Cockney Music/Sony)
- 2002 - Senza Pelle (Stoutmusic/Audioglobe)

#### EP
- 1998 - Nave di speranza (Cockney Music/Sony)

## Formazione ufficiale
- Massimo Fantoni: chitarra solista
- David Bindi: voce, chitarra ritmica
- Fabrizio Orrigo: piano, tastiere
- Claudio Mangionello: basso
- Umberto Bartolini: batteria